# Пряшів (округ)
Округ Пряшів — округ (район) Пряшівського краю в східній Словаччині з адміністративним центром в місті Пряшів.
Площа становить 934 км², населення 161 782 (2001).

## Географія
На північному сході межує з Бардіївським округом та Свидницьким округом, на сході з Врановським округом, на півдні з Кошицьким краєм, на заході з Левочським округом, на північному заході з Сабіновським округом.
Розташовані Ганушовські пагорби і Ториські пагорби.

## Населення
| Рік:            | 1994.   | 2004.   | 2014.   | 2024.   |
| --------------- | ------- | ------- | ------- | ------- |
| Кількість осіб: | 156 452 | 163 743 | 171 778 | 175 447 |
| Різниця:        |         | +4,66 % | +4,90 % | +2,13 % |

| Рік:            | 2023.   | 2024.   |
| --------------- | ------- | ------- |
| Кількість осіб: | 174 741 | 175 447 |
| Різниця:        |         | +0,40 % |

## Адміністративний поділ
На території округу Пряшів знаходиться 91 населених пунктів, в тому числі 2 міста: Пряшів та Великий Шариш (Вельки Шаріш), села: Абрановце, Баєров, Бертотовце, Брестов, Бретейовце, Брежани, Бзенов, Человце, Червениця (Червеніца), Дем'ята, Др'єнов (Дрєнов), Др'єновська Нова Вес (Дрєновска Нова Весь), Дулова Вес, Финтіце (Фінтіце), Фричовце (Фрічовце), Фулянка, Ґералтов, Ґреґоровце, Ганиська (Ганіска), Гендриховце (Гендріховце), Германовце, Грабков, Хмельов, Хмельовець, Хминяни (Хміняни), Хминянська Нова Вес (Хмінянська Нова Вес), Хминянські Якубовани (Хмінянські Якубовани), Янов, Яновик, Капушани, Кендиці (Кендіце), Кленов, Коятиці (Коятіце), Кокошовце, Крижовани, Квачани, Лада, Лажани, Лемешани, Лесичек (Лесічек), Личартовце (Лічартовце), Липники, Липовце, Люботиці (Люботіце), Любовець (Любовец), Лучина, Малий Сливник, Малий Шариш, Медзани, Миклушовце (Міклушовце), Мирковце (Мірковце), Мошуров, Немцовце (Нємцовце), Окружна, Ондрашовце, Овчє (Овч'є), Петровани, Подгорани, Подградік (Подградик), Проч, Пушовце, Радатиці (Радатіце), Рокицани, Руська Нова Вес (Руська Нова Весь), Седлиці, Сеняковце, Суха Долина, Свиня (Свинья), Шариська Поруба, Шариська Трстена, Шариське Богдановце, Шиндляр (Шіндляр), Широке (Шіроке), Штефановце (Штєфановце), Теряковце, Терня, Трнков, Тугрина (Тугріна), Тулчик (Тулчік), Варганьовце, Великий Сливник, Витяз (Вітяз), Вишня Шебастова, Заборське, Заградне, Злата Баня (Золота Баня), Жегня, Жипов (Жіпов), Жупчани.

## Україно-русинськагромада
Частина населення цього окресу є україно-русинського походження, за віросповіданням греко-католики, або православні.